# 韩识
韩识，宋朝政治人物。

## 生平
1240年接替宋良材任华亭县知县一职，1242年由蔡朴接任。